# The Wild Rover
 A The Wild Rover egy nagyon népszerű, angol nyelvű népdal, melynek eredete vitatott.

## Története
Eredetileg a dalt ír népdalként tartják számon, és a 16. századtól írásos emlékek is említik, noha köztudott, hogy az észak-atlanti halászok már jóval korábban is ismerték.
A dal teljesen összefonódott az ír pubokban fellépő zenészekkel. Sokkalta inkább számít ivódalnak, mint mértékletességről szólónak. A legtöbb ember számára a The Wild Rover számít az igazi ír kocsmadalnak.
A 20. századra a dal népszerűsége miatt a világ minden pontján elterjedt, és nemzetiségtől függetlenül több európai nemzet is magáénak érzi.
A Wild Rover a legszélesebb körben játszott ír dal, noha pontos eredete máig tisztázatlan.
A dal egy fiatalemberről szól, aki hosszú évekig élt távol szülőfalujától. Visszatérve törzshelyére, a kocsmárosné megtagadja tőle a hitelt, mire ő előveszi zsebéből az aranyrögöket, melyeket távolléte alatt bányászott. Arról énekel, hogy a zülléssel telt éveinek immáron végérvényesen vége, és azt tervezi, hogy letelepedik szülőfalujában.

## Szövege magyarul
Vad vándor
Már sok éve vad vándorként élek,

(És) Az összes pénzemet whiskey-re és sörre költöttem.

(És) Most pedig rengeteg arannyal térek vissza,

És már soha többé nem fogom játszani a vad vándort.
Ref.: És már nem, nem, soha,

Nem, nem, soha többé nem

Fogom játszani a vad vándort

Nem, soha többé nem.
Elmentem a kocsmába, ahová gyakran jártam,

És megmondtam a vendéglősnének, hogy az összes pénzem elvertem.

Hitelt kértem tőle, azt válaszolta: „Nem,

Egy olyannak, mint amilyen a te fajtád, nem adok soha.”
Ref.
Kivettem az erszényemből tíz fénylő sovereign-t,

A vendéglősné szemei pedig tágra nyíltak a gyönyörűségtől.

Azt mondta: „A legjobb whiskey-m és borom van,
És a szavak, amiket mondtam, csak durva poénnak szántam.”"
Ref.
Hazamegyek a szüleimhez, bevallom, miket tettem,

És kérni fogom őket, hogy bocsássanak meg a tékozló fiuknak.

És ha megbocsátanak, mint ahogy sokszor azelőtt,

Biztosan nem fogom többé játszani a vad vándort.
Ref.

## Feldolgozások
Számos népszerű énekes és együttes feldolgozta a dalt, többek közt:
- Allison Crowe
- André Rieu
- André van Duin
- Andy Irvine
- Andy Stewart
- Burl Ives
- Brobdingnagian Bards
- Clancy Brothers and Tommy Makem
- The Corries
- Cruachan
- Culann's Hounds
- Dropkick Murphys
- The Dubliners 1964-ben
- Foster and Allen
- Four to the Bar
- Hair of the Dog
- Harry Hibbs
- The High Kings
- Hobo és a M.É.Z (1998)
- The Idlers
- The Irish Rovers
- Klaus & Klaus
- Johnny Logan
- The Mahones
- Marc Gunn
- Mithotyn
- Mudmen
- Off Kilter
- Orthodox Celts
- The Pogues
- Prydein
- Rapalje
- Rolf Harris
- The Seekers
- Soldat Louis
- Stiff Little Fingers
- Týr
- Wolfe Tones
- Woods Tea Company

## Külső hivatkozások
- Performance by The High Kings on NPR, 2008-09-14 A High Kings előadása
- Wild Rover Sheet Music

## Fordítás
- Ez a szócikk részben vagy egészben  a   The Wild Rover című angol Wikipédia-szócikk ezen változatának fordításán alapul.  Az eredeti cikk szerkesztőit annak laptörténete sorolja fel. Ez a jelzés csupán a megfogalmazás eredetét és a szerzői jogokat jelzi, nem szolgál a cikkben szereplő információk forrásmegjelöléseként.